# Байменова, Куралай Базарбаевна
Куралай Базарбаевна Байменова (каз. Құралай Базарбайқызы Баймаенова; род. 11 апреля 1955; Оренбург, СССР) — казахстанская общественная деятельница, Герой Труда Казахстана (2018). Председатель ОО «Центр поддержки парализованных граждан города Актобе».

## Биография
Куралай Базарбаевна Байменова Родился 11 апреля 1955 года в Оренбургской области.
Окончила Актюбинский педагогический институт по специальности «Педагогика и методика начального класса».
Трудовую деятельность начала учителем начальных классов в Актюбинской области.
В 1999 году учредила общественные объединения «Актюбинская городская общественная организация», «Общество защиты парализованных города Актобе».
Является партнером многих государственных структур и бизнес субъектов, членом Союза инвалилов Казахстана, национального общества волонтеров, нескольких ведомственных комиссий. Куралай Байменова возглавляет НПО уже 16 лет и принимает активное участие в общественной жизни региона.

## Награды и звания
- Нагрудный знак Министерства образования и науки Республики Казахстан «Отличник просвещения Республики Казахстана»
- Орден Курмет (2001)
- Почётное звание «Почётный гражданин города Актобе» за активное участие в общественной жизни и социально-культурном развитии города (2001)[2]
- Почётное звание «Почётный гражданин Актюбинской области» за большой вклад в развитие социальной сферы и активное участие в общественной жизни области (11 декабря 2015 года)[3][4]
- Звание «Человек года в Актюбинской области» (2015 года)[5]
- Победитель первого республиканского конкурса «Признание» в номинации «Интеграция в общество людей с ограниченными возможностями» II Гражданского Форума Казахстана города Астана.
- Медаль «25 лет независимости Республики Казахстан» (2016 года)
- Награждена Благодарственным письмом Первого Президента Республики Казахстан.
- Высшую степень отличия - звание «Герой Труда Казахстана», знак особого отличия «Золотая звезда» с вручением орденом «Отан» за выдающиеся достижения в экономическом, социально-гуманитарном развитии Республики Казахстан, активную общественную деятельность из рук первого президента РК в Акорде 14 декабря 2018 года.[6][7]